# 北光县
北光县（越南语：／）是越南河江省下辖的一个县，面积1104.01平方公里，2018年时总人口125700人。

## 地理
北光县东接宣光省林平县和霑化县，南接宣光省咸安县和安沛省陆安县，西接光平县，北接渭川县。

## 历史
法属时期，法国殖民政府在这里设置北光州。
1999年8月20日，同心社析置同进社，安平社析置安城社。
2003年12月1日，新贞社析置新北社，同安社和永好社析置东城社；以本地社、安城社、安平社、凭琅社、春江社、那姜社、安河社、先安社、香山社、新郑社、尾上社、新北社12社和黄树皮县2社、箐门县1社析置光平县。
2025年6月12日，宣光省和河江省合并成新的宣光省，北光县随之短暂划归宣光省管辖。6月16日，越南国会废除县级政区，北光县随之废除；新城社、新立社和新光社合并成新的新光社，同进社、上平社和同心社合并成新的同心社，有产社、德春社和连协社合并成新的连协社，金玉社、无玷社和凭衡社合并成新的凭衡社，越光市镇、光明社和越荣社合并成北光社，越红社、先桥社和雄安社合并成新的雄安社，永绥市镇、永好社和东城社合并成永绥社，永福社和同安社合并成新的同安社，各新社均隶属宣光省直接管辖。

## 行政区划
北光县下辖2市镇21社，县莅越光市镇。
- 越光市镇（Thị trấn Việt Quang）
- 永绥市镇（Thị trấn Vĩnh Tuy）
- 憑衡社（Xã Bằng Hành）[8]:263
- 同心社（Xã Đồng Tâm）
- 东城社（Xã Đông Thành）
- 同进社（Xã Đồng Tiến）
- 同安社（Xã Đồng Yên）
- 德春社（Xã Đức Xuân）
- 雄安社（Xã Hùng An）
- 有产社（Xã Hữu Sản）
- 金玉社（Xã Kim Ngọc）
- 连协社（Xã Liên Hiệp）
- 光明社（Xã Quang Minh）
- 新立社（Xã Tân Lập）
- 新光社（Xã Tân Quang）
- 新城社（Xã Tân Thành）
- 上平社（Xã Thượng Bình）
- 先橋社（Xã Tiên Kiều）[8]:267
- 越红社（Xã Việt Hồng）
- 越荣社（Xã Việt Vinh）
- 永好社（Xã Vĩnh Hảo）
- 永福社（Xã Vĩnh Phúc）
- 無玷社（Xã Vô Điếm）[8]:264